# Fisiología de la percepción
Fisiología de los sentidos es, dentro de la psicología de la percepción, una corriente de estudio enmarcada dentro de la fisiología del siglo XIX.
En la transición que la fisiología supuso entre el estudio médico de la mente y el nacimiento de la psicología científica, el estudio de la percepción recayó en la fisiología de los sentidos.

## Relación nervio - sensación
Dentro de esta corriente, Bell y Magendie demostraron que las funciones sensoriales estaban mediadas por un conjunto de nervios, los cuales eran diferentes de los que mediaban las funciones motrices.
Johannes Peter Müller en 1820 formuló la Teoría de la energía específica de los nervios en la que afirmaba que cada sensación estaba determinada por la actividad específica de los nervios sensoriales que le servían de medio de transmisión, independientemente de cual fuera el estímulo que causara esa actividad. Esta idea de la psicofísica, sin embargo, se ha demostrado incorrecta.

## Sensaciones elementales
Para determinar cuáles eran las sensaciones elementales los fisiólogos y los físicos idearon procedimientos experimentales para estudiarlas. Estos esfuerzos dieron origen a la psicofísica.
Ernst Heinrich Weber introdujo el estudio de la diferencia apenas perceptible (D.a.p.): no se trataba de una cantidad absoluta, sino que se aproximaba a una razón constante del peso que se estaba juzgando. Se trata de la constante de Weber.
Gustav Theodor Fechner en 1860 publicó Elementos de Psicofísica, momento a partir del cual la psicofísica quedó establecida como disciplina interesada en establecer las relaciones matemáticas precisas entre los estímulos (medidos en escalas físicas) y las sensaciones evocadas por esos estímulos (medidas en escalas de sensación).
Thomas Reid, de la llamada escuela escocesa fue uno de los teóricos más influyentes a la hora de establecer una distinción entre sensación y percepción. La percepción es mucho más que una sensación, aunque depende de las sensaciones. La percepción incluye dos elementos que no están presentes en la sensación: una concepción del objeto y una irresistible convicción de la existencia de ese objeto. Reid incluyó en la percepción tanto la categorización del objeto como su existencia objetiva.